# Soldatenfriedhof Braunau-Haselbach

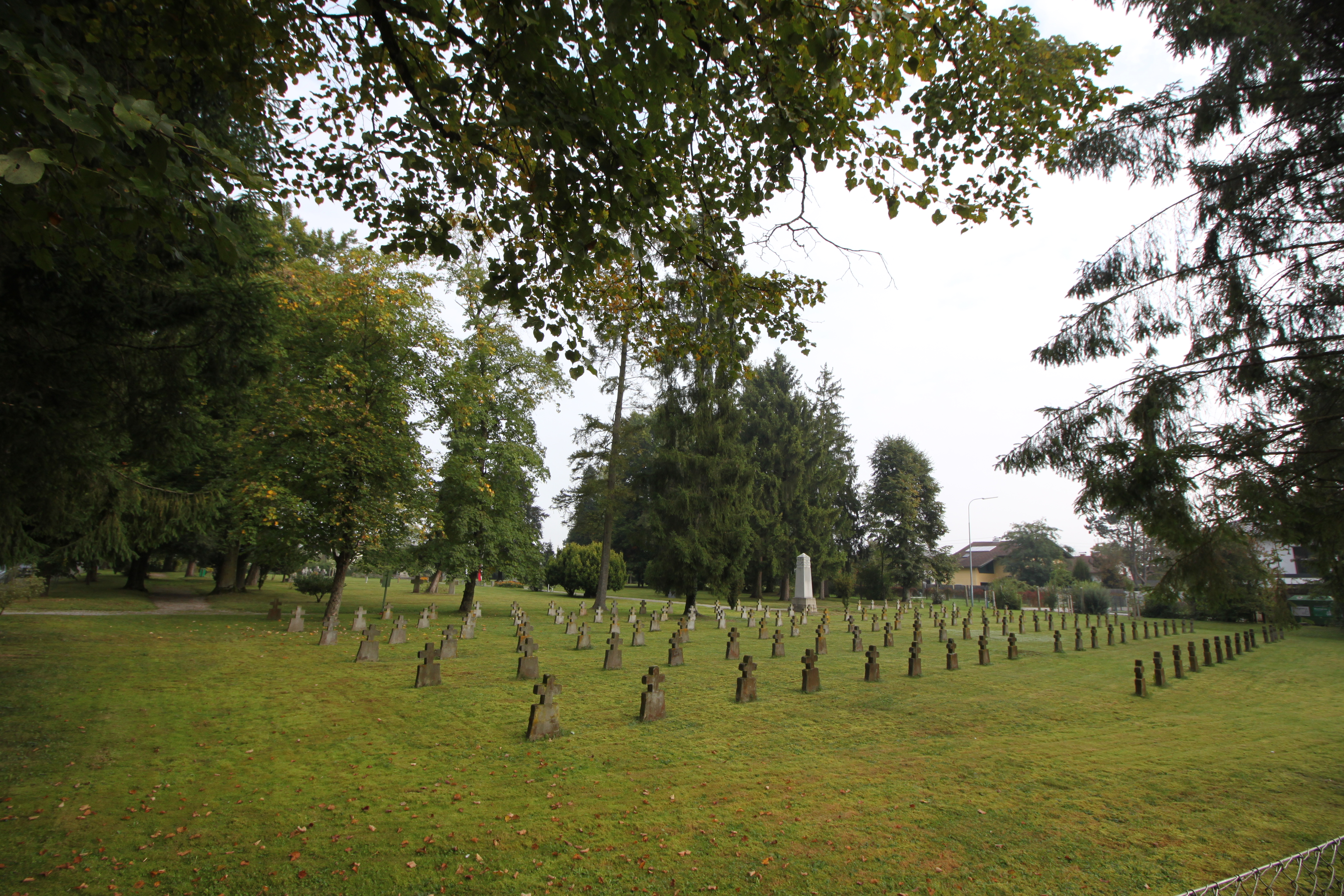
Soldatenfriedhof Braunau-Haselbach

Der Soldatenfriedhof Braunau-Haselbach befindet sich im Ort Haselbach in der Stadtgemeinde Braunau am Inn in Oberösterreich.

## Geschichte
Bei Haselbach befand sich im Ersten Weltkrieg das k.u.k. Kriegsgefangenenlager Braunau am Inn, das bei Kriegsbeginn als Kriegsgefangenenlager der k.u.k. Armee  entlang der Mattig errichtet wurde. Bei den Offensiven in Serbien und Galizien hatte die k.u.k. Armee hunderttausende Kriegsgefangene gemacht, für die eine Reihe von Lagern gebaut wurde. Die oberösterreichischen Standorte dieser Lager waren Aschach, Braunau, Freistadt, Kleinmünchen, Marchtrenk und Mauthausen, daneben existierte noch das Internierungslager Linz-Katzenau.
Im k.u.k. Kriegsgefangenenlager Braunau waren in 120 Baracken bis zu 15.000 Kriegsgefangene aus Russland, Serbien und Italien untergebracht, daneben bestand das k.u.k. Flüchtlingslager Braunau am Inn.  Für die Todesopfer wurde 1914/1915 in eigener Lagerfriedhof errichtet, in dem von 1915 bis 1918 etwa 1.500 Tote bestattet wurden. 
Zu den Toten aus dem Ersten Weltkrieg kommen 56 Opfer des Zweiten Weltkrieges – Frauen und Männer aus der Sowjetunion – welche in den Jahren 1941 bis 1945 als Zwangsarbeiter starben.
Verantwortlich für die Pflege des Friedhofs ist das Österreichische Schwarze Kreuz-Kriegsgräberfürsorge in Zusammenarbeit mit der Stadt Braunau am Inn. Zuständiger Friedhofsbetreuer ist seit November 2022 Philipp Bauer.
In den Jahren 2007 und 2008 wurde der Friedhof infolge der Orkane Kyrill und Emma sowie durch das Sturmtief Paula verheerend verwüstet.